# Leukotrien
Leukotriener är en familj av inflammatoriska mediatorer som produceras i leukocyter genom oxidation av arakidonsyra (AA) och den essentiella fettsyran eikosapentaensyra (EPA) av enzymet arakidonat 5-lipoxygenas. Leukotriener frisätts, bland annat, av mastceller som en del i en inflammatorisk process och de har leukocyter som målcell.

LTA_{4} Notera de fyra dubbelbindningarna, tre av dem konjugerade. Detta är en gemensam egenskap för A4, B4, C4, D4 och E4.

LTB_{4}

LTC_{4} är en cysteinylleukotrien, liksom D4 och E4.

LTD_{4}

LTE_{4}

Leukotriener använder lipidsignalering för att förmedla information till antingen cellen som producerar dem (autokrin signalering) eller närliggande celler (parakrin signalering  för att reglera immunsvar. Produktionen av leukotriener åtföljs vanligtvis av produktionen av histamin och prostaglandiner, som också fungerar som inflammatoriska mediatorer.
En av deras roller (särskilt leukotrien D 4) är att utlösa sammandragningar i de glatta musklerna som kantar bronkiolerna; deras överproduktion är en viktig orsak till inflammation vid astma och allergisk rinit. Leukotrienantagonister används för att behandla dessa störningar genom att hämma produktionen eller aktiviteten av leukotriener.

## Historik och namn
Namnet leukotrien, introducerat av den svenske biokemisten Bengt Samuelsson 1979, kommer från orden leukocyt och trien (som anger föreningens tre konjugerade dubbelbindningar). Det som senare skulle kallas leukotrien C, "slow reaction smooth muscle-stimulating substans" (SRS) beskrevs ursprungligen mellan 1938 och 1940 av Feldberg och Kellaway. Forskarna isolerade SRS från lungvävnad efter en längre period av exponering för ormgift och histamin.

## Typer

### Cysteinylleukotriener
LTC4, LTD4, LTE4 och LTF4 kallas ofta cysteinylleukotriener på grund av närvaro av aminosyran cystein i deras struktur. Cysteinylleukotrienerna utgör den långsamt reagerande substansen av anafylaxi (SRS-A). LTF4, liksom LTD4, är en metabolit av LTC4, men till skillnad från LTD4, som saknar glutationresten av glutation, saknar LTF4 glycinresten av glutation.

### LTB4
LTB4 syntetiseras in vivo från LTA4 av enzymet LTA4-hydrolas. Dess primära funktion är att rekrytera neutrofiler till områden med vävnadsskada, men det hjälper också till att främja produktionen av inflammatoriska cytokiner av olika immunceller. Läkemedel som blockerar verkan av LTB4 har visat viss effekt för att bromsa utvecklingen av neutrofilmedierade sjukdomar.

### LTG4
Det har också postulerats förekomsten av LTG4, en metabolit av LTE4 där cysteinyldelen har oxiderats till en alfa-ketosyra (det vill säga cysteinet har ersatts av ett pyruvat). Mycket lite är känt om denna förmodade leukotrien. 

### LTB5
Leukotriener som kommer från omega-3-klassen eikosapentaensyra (EPA) har minskade inflammatoriska effekter. Hos människor vars dieter har kompletterats med eikosapentaensyra, produceras leukotrin B5, tillsammans med leukotrin B4, av neutrofiler. LTB5 inducerar aggregering av råttneutrofiler, kemokinesis av humana polymorfonukleära neutrofiler (PMN), lysosomal enzymfrisättning från humant PMN och förstärkning av bradykinin-inducerad plasmautsöndring, även om den har minst 30 gånger mindre styrka jämfört med LTB4.

## Biokemi

### Syntes

Eikosanoid synthesis. (Leukotriener till höger.)

Leukotriener syntetiseras i cellen från arakidonsyra av arakidonat 5-lipoxygenas. Den katalytiska mekanismen inför en syredel vid en specifik position i arakidonsyrans ryggrad. Lipoxygenasvägen är aktiv i leukocyter och andra immunkompetenta celler, som mastceller, eosinofiler, neutrofiler, monocyter och basofiler. När sådana celler aktiveras frigörs arakidonsyra från cellmembranfosfolipider av fosfolipas A2 och doneras av det 5-lipoxygenasaktiverande proteinet (FLAP) till 5-lipoxygenas.
5-Lipoxygenase (5-LO) använder FLAP för att omvandla arakidonsyra till 5-hydroperoxieicosatetraensyra (5-HPETE), som spontant reduceras till 5-hydroxieikosatetraensyra (5-HETE). Enzymet 5-LO verkar igen på 5-HETE för att omvandla det till leukotrien A4 ( LTA4), en instabil epoxid. 5-HETE kan vidare metaboliseras till 5-oxo-ETE och 5-oxo-15-hydroxi-ETE, som alla har pro-inflammatoriska effekter liknande men inte identiska med LTB4 och medierade inte av LTB4-receptorer utan snarare av OXE-receptorn (se 5-Hydroxyeicosatetraenoic acid och 5-Oxo-eicosatetraenoic acid ).
I celler utrustade med LTA-hydrolas , såsom neutrofiler och monocyter, omvandlas LTA4 till dihydroxisyran leukotrien LTB4, som är en kraftfull kemoattraherande substans för neutrofiler som verkar på BLT1- och BLT2 -receptorer på dessa cellers plasmamembran.
I celler som uttrycker LTC4-syntas, som mastceller och eosinofiler, konjugeras LTA4 med tripeptiden glutation för att bilda den första av cysteinyl-leukotrienerna, LTC4. Utanför cellen kan LTC4 omvandlas av allestädes närvarande enzymer för att successivt bilda LTD4 och LTE4, som behåller biologisk aktivitet.
Cysteinyl-leukotrienerna verkar vid sina cellytereceptorer CysLT1 och CysLT2 på målceller för att dra ihop bronkial och vaskulär glatt muskulatur, för att öka permeabiliteten för små blodkärl, för att öka utsöndringen av slem i luftvägarna och tarmen, och för att rekrytera leukocyter till platser av inflammation.
Både LTB4 och cysteinyl-leukotrienerna (LTC 4, LTD4, LTE4) bryts delvis ned i lokala vävnader och blir slutligen inaktiva metaboliter i levern.

### Funktion
Leukotriener verkar huvudsakligen på en underfamilj av G-proteinkopplade receptorer. De kan också verka på peroxisomproliferatoraktiverade receptorer. Leukotriener är aktiva i astmatiska och allergiska reaktioner och verkar för att upprätthålla inflammatoriska reaktioner.
Flera leukotrienreceptorantagonister som montelukast och zafirlukast används för att behandla astma. Ny forskning pekar på en roll av 5-lipoxygenas i kardiovaskulära och neuropsykiatriska sjukdomar.
Leukotriener är mycket viktiga medel i det inflammatoriska svaret. Vissa, som LTB4, har en kemotaktisk effekt på migrerande neutrofiler, och hjälper därför till att föra de nödvändiga cellerna till vävnaden. Leukotriener har också en kraftfull effekt vid bronkokonstriktion och ökar vaskulär permeabilitet.

## Leukotriener vid astma
Leukotriener bidrar till astmas patofysiologi, särskilt hos patienter med aspirinförvärrad luftvägssjukdom (AERD), och orsakar eller förstärker följande symtom:
- Luftflödeshinder
- Ökad utsöndring av slem
- Ansamling av slemhinnor
- Bronkokonstriktion
- Infiltration av inflammatoriska celler i luftvägsväggen

### Cysteinylleukotriens roll
Cysteinylleukotrienreceptorerna CYSLTR1 och CYSLTR2 finns på mastceller, eosinofilceller och endotelceller. Under cysteinylleukotrieninteraktion kan de stimulera proinflammatoriska aktiviteter såsom vidhäftning av endotelceller och kemokinproduktion av mastceller. Förutom att mediera inflammation, inducerar de astma och andra inflammatoriska störningar, och minskar därmed luftflödet till alveolerna. Nivåerna av cysteinylleukotriener, tillsammans med 8-isoprostan, har rapporterats öka i EBC hos patienter med astma, vilket korrelerar med sjukdomens svårighetsgrad. Cysteinylleukotriener kan också spela en roll i biverkningar av läkemedel i allmänhet och i kontrastmedelsinducerade biverkningar i synnerhet.
I överskott kan cysteinylleukotrienerna inducera anafylaktisk chock.

## Leukotriener vid demens
Leukotriener har visat sig spela en viktig roll i de senare stadierna av Alzheimers sjukdom och relaterade demenssjukdomar i studier med djur. Hos tau-transgena möss, som utvecklar tau-patologi, visade sig "zileuton, ett läkemedel som hämmar leukotrienbildningen genom att blockera 5-lipoxygenasenzymet" vända minnesförlusten.